# Gietlegering
Een gietlegering is een legering, die door gieten haar uiteindelijke vorm krijgt. Voorbeelden zijn:
- aluminium met minder dan 10% koper
- koper met 40% zink (zie Messing)
- koper met tot 20% tin (zie Brons)
- ijzer met 2,5 tot 3,75% koolstof (zie Gietijzer)

Omdat het materiaal zijn uiteindelijke vorm door gieten krijgt, met eventueel een lichte nabehandeling als slijpen of polijsten, moet de  legering niet ductiel zijn en mag ze hard en zelfs bros zijn.